# Mircea Grabovschi
Mircea Grabovschi   (Sighișoara, 22 de desembre de 1952 - 23 de juliol de 2024) va ser un jugador d'handbol romanès que jugava al Dinamo de Bucarest.
Va guanyar la medalla d'or al Campionat del món de 1974, i la medalla d'argent als Jocs Olímpics de 1976, com a part de l'equip de Romania. En aquesta darrera competició hi jugà tots els cinc partits i hi marcà 18 gols. Amb la selecció de Romania va jugar 199 partits, en els quals marcà 544 gols.
Un cop retirat. va ser un actiu jugador de bridge. El 2009 fou guardonat amb el premi Cetățean de onoare («Ciutadà d'Honor») de la seva ciutat natal, Sighișoara.